# Bliastonotus submarginatus
Bliastonotus submarginatus är en insektsart som först beskrevs av Walker, F. 1870.  Bliastonotus submarginatus ingår i släktet Bliastonotus och familjen vårtbitare. Inga underarter finns listade i Catalogue of Life.